# 克里奇姆

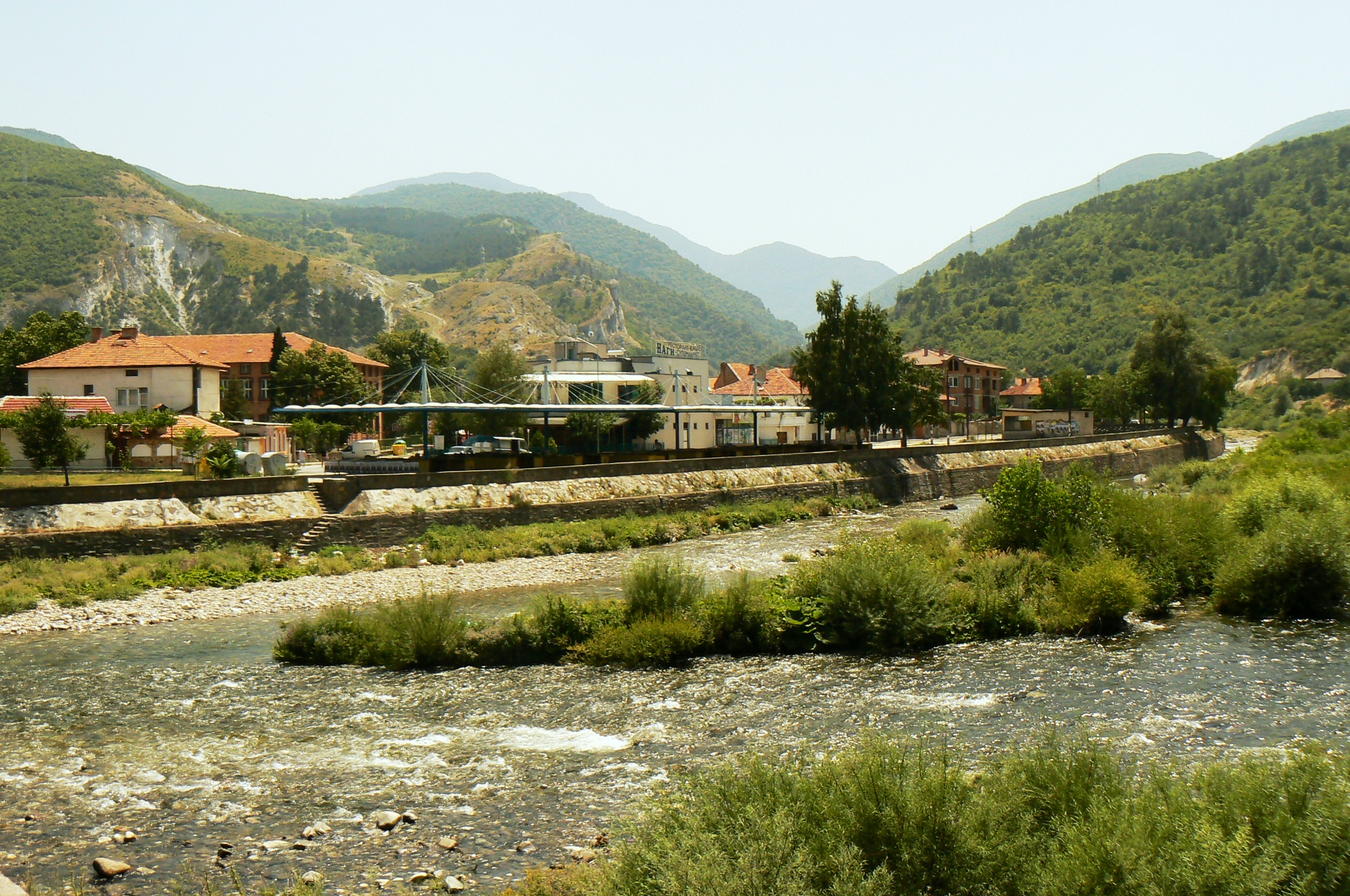

克里奇姆是保加利亞的城鎮，位於該國南部，距離首府普羅夫迪夫20公里，由普羅夫迪夫州負責管轄，海拔高度253米，該地區自東羅馬帝國有人類居住，2005年人口9,513。